# MakeMyTrip
MakeMyTrip est une agence de voyages en ligne indienne fondée en 2000.
MakeMyTrip est une entreprise multinationale avec des bureaux dans plus de 20 pays. L'entreprise emploie plus de 3,338 personnes et a réalisé un chiffre d'affaires de 593,0 millions de dollars en 2023.